# Milet live tour “visions” 2022
『milet live tour “visions” 2022』（ミレイ ライブ・ツアー「ビジョンズ」2022）は、miletが2022年12月7日にリリースしたライブ・ビデオ。

## 概要
- 2ndアルバム『visions』を引っ提げて2022年冬から春にかけて行われたホールツアーの模様を収録した映像作品。
- 初回仕様限定盤（DVD＋CD・Blu-ray＋CD）と通常仕様盤（DVD・Blu-ray）の4形態で発売。初回限定仕様盤はライブ音源を収録したCDや、三方背ケースが付属する。

## 収録内容

### DVD・Blu-ray
1. Outsider
  - 2nd アルバム『visions』収録曲。
2. Fine Line
  - 4th EP『Prover/Tell me』収録曲。
3. Wake Me Up
  - 2nd アルバム『visions』収録曲。
  - テレビ朝日「羽鳥慎一モーニングショー」テーマ曲
4. Fly High
  - 2nd アルバム『visions』収録曲。
  - NHKウインタースポーツテーマソング
5. inside you
  - 1st EP表題曲。
  - フジテレビ系ドラマ「スキャンダル専門弁護士 QUEEN」オープニングテーマ
6. Come Here（Session1）
  - 2nd アルバム『visions』収録曲。
7. Loved By You
  - 2nd アルバム『visions』収録曲。
8. Ashes
  - 6th EP『Who I Am』収録曲。
9. The Hardest
  - 6th EP『Who I Am』収録曲。
10. Flare
  - 8th EP表題曲。
  - TVアニメ「王様ランキング」エンディングテーマ
11. Shed a light
  - 2nd アルバム『visions』収録曲。
  - ECCジュニア「届け想い篇」CMソング
12. 邂逅
  - 2nd アルバム『visions』収録曲。
13. jam
  - 2nd アルバム『visions』収録曲。
  - キヤノンマーケティングジャパングループCMソング
14. SEVENTH HEAVEN
  - 2nd アルバム『visions』収録曲。
15. Time Is On Our Side
  - 7th EP『Ordinary days』収録曲。
16. One Reason
  - 2nd アルバム『visions』収録曲。
  - 映画「鹿の王 ユナと約束の旅」主題歌
17. us
  - 3rd EP表題曲。
  - 日本テレビ系ドラマ「偽装不倫」主題歌
18. Before the Dawn
  - 8th EP「Flare」収録曲。
19. Ordinary days
  - 7th EP表題曲。
  - 日本テレビ放送網系ドラマ「ハコヅメ 〜たたかう!交番女子〜」主題歌

### CD
1. Outsider
2. Fine Line
3. Wake Me Up
4. Fly High
5. inside you
6. Come Here（Session1）
7. Loved By You
8. Ashes
9. The Hardest
10. Flare
11. Shed a light
12. 邂逅
13. jam
14. SEVENTH HEAVEN
15. Time Is On Out Side
16. One Reason
17. us
18. Before the Dawn
19. Ordinary days